# Robin DR 200
Die Robin DR 200 ist eine Leichtflugzeugfamilie der französischen Flugzeugkonstrukteure Jean Délémontez und Pierre Robin. Sie stellt eine Weiterentwicklung der DR 100 dar.

## Geschichte

### Weiterentwicklung der DR 100
Grund für die Entwicklung der DR 200 war Pierre Robins Wunsch, aus der DR 100 einen vollwertigen Viersitzer zu machen. Als Ausgangspunkt dafür diente deren letzte Evolutionsstufe, die Sicile-Record, deren Rumpf um 45 cm verlängert wurde. Als Triebwerk war ursprünglich ein 125 PS starker Einspritzmotor des französischen Herstellers Potez vorgesehen worden. Als dieser nicht wie versprochen geliefert werden konnte, entschied man sich, für die Prototypen zunächst beim bewährten Potez 4E20 zu bleiben. Der erste Prototyp (Kennzeichen F-WLKV), noch mit dem unveränderten Rumpf einer Sicile-Record ausgestattet, absolvierte seinen Erstflug am 7. November 1964, der eigentliche Prototyp folgte am 2. April 1965.

### Serienproduktion
Bald darauf begann die Serienproduktion der nun als DR 250 bezeichneten und mit dem Namen Capitaine (frz.: „Kapitän“) versehenen Maschine. Anstelle des Potez wurden nun amerikanische Lycoming-Motoren verwendet: Hatte man bei den ersten Vorserien-Modellen noch die Wahl zwischen 150 und 160 PS Leistung, wurde in der eigentlichen Serie nur noch der 160 PS starke O-320-D2 verbaut.
Im Juli 1965 nahmen Pierre Robin und seine Frau Térèse ein weiteres Mal am Luftrennen um Sizilien teil und belegten mit ihrer neuen DR 250 erneut den ersten Platz. Im Folgejahr gingen sie mit einer 180 PS starken Experimental-Version, der DR 250 Expérimental, an den Start. Sie erreichten das Ziel als erste, nahmen aber auf Bitten der Organisation nicht am offiziellen Klassement teil.
Als kostengünstigere Alternative für die Ausbildung in Luftsportvereinen wurde zusätzlich zur Capitaine die mit 108 PS deutlich schwächer motorisierte DR 220 2+2 angeboten, deren Prototyp (Kennzeichen F-WNGP) am 6. Februar 1966 vom Werksflugplatz Dijon-Darois zu seinem Jungfernflug startete. Ihr sehr ähnlich ist die wiederum etwas stärker motorisierte DR 221 Dauphin, die gut ein Jahr später am 16. Februar zum ersten Mal abhob.

## Konstruktion
Die Grundkonstruktion der DR 200 ist die eines in reiner Holzbauweise ausgeführten, freitragenden Tiefdeckers mit Spornradfahrwerk. Sie basiert auf der DR 1050 MM1 „Sicile Record“, verfügt jedoch über Wölbklappen, einen verlängerten Rumpf und eine andere Motorisierung.

## Versionsübersicht
| Bezeichnung | Name      | Exemplare | Motor                           | Leistung | Merkmale und Anmerkungen |
| ----------- | --------- | --------- | ------------------------------- | -------- | ------------------------ |
| DR 200      | –         | 3         | Potez 4E20                      | 105 PS   | Prototypen               |
| DR 220      | 2+2       | 84        | Continental/Rolls Royce O-200-A | 108 PS   |                          |
| DR 221      | Dauphin   | 84        | Lycoming O-235-C2A              | 115 PS   |                          |
| DR 250      | Capitaine | 102       | Lycoming O-320-D26              | 160 PS   |                          |
| DR 253      | Régent    | 101       | Lycoming O-360-A3A              | 180 PS   |                          |

## Technische Daten
| Kenngröße                                             | DR 220 2+2                                                          | DR 221 Dauphin     | DR 250 Capitaine     | DR 253 Régent        |
| ----------------------------------------------------- | ------------------------------------------------------------------- | ------------------ | -------------------- | -------------------- |
| Besatzung                                             | 1 Pilot                                                             | 1 Pilot            | 1 Pilot              | 1 Pilot              |
| Passagiere                                            | 1 Erwachsener + 2 Kinder oder 1 Erwachsener + 1 Kind + 70 kg Gepäck |                    | 3 Erwachsene (77 kg) | 3 Erwachsene (77 kg) |
| Länge                                                 | 6,90 m                                                              | 6,90 m             | 6,90 m               | 7,18 m               |
| Spannweite                                            | 8,72 m                                                              | 8,72 m             | 8,72 m               | 8,72 m               |
| Höhe                                                  | 1,83 m                                                              | 1,83 m             | 1,76 m               | 2,05 m               |
| Flügelfläche                                          | 14,15 m²                                                            |                    |                      | 14,2 m²              |
| Flächenbelastung                                      |                                                                     |                    | 68 kg/m²             |                      |
| Leermasse                                             | 440 kg                                                              | 480 kg             | 500 kg               | 610 kg               |
| Zuladung                                              | 340 kg                                                              | 350 kg             | 460 kg               | 490 kg               |
| Höchstgewicht                                         | 780 kg                                                              | 830 kg             | 960 kg               | 1100 kg              |
| Reisegeschwindigkeit bei 75 % Leistung auf Meereshöhe | 200 km/h                                                            | 210 km/h           | 250 km/h             | 260 km/h             |
| Höchstgeschwindigkeit                                 |                                                                     |                    | 280 km/h             | 310 km/h             |
| Tankinhalt                                            | k. A.                                                               | k. A.              | 150 L                | 240 L                |
| Reichweite                                            | 950 km                                                              | 1000 km            | 1150 km              |                      |
| Triebwerke                                            | Continental/Rolls Royce O-200-A                                     | Lycoming O-235-C2A | Lycoming O-320-D26   | Lycoming O-360-A3A   |
| Leistung                                              | 108 PS                                                              | 115 PS             | 160 PS               | 180 PS               |